# Clarkichthys bilineatus
Clarkichthys bilineatus is een  straalvinnige vissensoort uit de familie van wormvissen (Microdesmidae). De wetenschappelijke naam van de soort is voor het eerst geldig gepubliceerd in 1936 door Clark.
De soort staat op de Rode Lijst van de IUCN als Onzeker, beoordelingsjaar 2007.